# Isacco Lascaris
Isacco LAscaris (in greco Ισαάκιος Λάσκαρις?; fl. XIII secolo) era un fratello dell'imperatore di Nicea Teodoro I Lascaris, che insieme al fratello Alessio Lascaris fuggì nell'Impero latino di Costantinopoli e tentò senza successo di rovesciare il successore di Teodoro, Giovanni III Ducas Vatatze, nel 1224.

## Biografia
Isacco era uno degli almeno sei fratelli di Teodoro I Lascaris ed era stato insignito da quest'ultimo del titolo di sebastocratore, un titolo abitualmente conferito ai fratelli dell'imperatore. Quando Teodoro I morì, nel novembre del 1221, non aveva eredi maschi e gli succedette il marito della figlia maggiore Irene, Giovanni III Vatatze. Questo sviluppo non piacque ai fratelli di Teodoro, così Isacco, insieme al fratello Alessio, anch'egli sebastocratore, fuggì nell'Impero latino, portando con sé la figlia di Teodoro, Eudossia. Poco prima della sua morte, Teodoro aveva cercato di organizzare un matrimonio tra Eudossia e l'imperatore latino, Roberto di Courtenay, e i fratelli evidentemente speravano di usarla per assicurarsi l'assistenza latina contro Vatatze. Alla fine il matrimonio non si realizzò. Anche altri due fratelli, Michele e Manuele, cercarono l'esilio durante il regno di Giovanni III, forse in relazione alla defezione di Alessio e Isacco, ma in seguito tornarono a Nicea e furono attivi nel regno del figlio di Giovanni III, Teodoro II Lascaris.
Roberto, tuttavia, offrì un rifugio e un posto adeguato nella sua corte ai due fratelli, con i quali era imparentato attraverso il matrimonio di sua sorella Maria con Teodoro Lascaris. Inoltre, uno dei due fratelli aveva già avuto notevoli contatti con la corte latina, avendo trascorso un periodo a Costantinopoli come prigioniero intorno al 1220-1221. Questo atto inasprì le relazioni tra Nicea e i Latini, e nel 1224 i due fratelli Alessio e Isacco si trovarono alla testa dell'esercito latino inviato ad affrontare Vatatze. Nella battaglia di Poimanenon del 1224, tuttavia, Vatatze ottenne un successo decisivo: in una battaglia durissima, l'esercito latino fu sconfitto, i fratelli furono catturati e Vatatatze continuò a ridimensionare la maggior parte delle fortezze che i Latini possedevano nell'Asia Minore nord-occidentale. Dopo la vittoria, Isacco e Alessio furono accecati.